# BG Pathum United Football Club
El BG Pathum United Football Club (en tailandés: สโมสรฟุตบอลบีจี ปทุม ยูไนเต็ด) es un equipo de fútbol de Tailandia, de la ciudad de Pathum Thani. Fue fundado en 2006 y en 2009 adquirió los derechos del Krung Thai Bank FC para disputar la Liga de Tailandia.

## Historia
Bangkok Glass FC fue fundado en 2006 y juega en la Liga Premier de Tailandia. En el comienzo de la temporada 2009, el club compró la franquicia de Krung Thai Bank FC con el fin de competir en la Liga Premier de Tailandia. El club inicia la pretemporada con el nombre de Raj-Vithi-BGFC en la Copa de la Reina 2009 en un partido contra Haaka-Sriracha FC.
En su primera temporada la Premier League, el club estuvo a cargo de Hans Emser, un entrenador alemán. Bajo su servicio, el club estaba invicto en doce partidos de Liga en fila. Él era el entrenador con éxito desde Bangkok Glass FC con puntos promedio de 2,33. Sin embargo, Emser mismo declaró que él prefiere trabajar para el equipo juvenil en lugar de la selección absoluta. El club nombró entonces Surachai Jaturapattarapong, exjugador del equipo nacional de Tailandia que antes trabaja como entrenador en S. Liga de Singapur como primer entrenador del club nuevo. Después de un mal comienzo de la temporada 2010, Surachai dimitió de su cargo y fue reemplazado por el brasileño Carlos Roberto de Carvalho. Su paso por carga fue de corta duración, aunque como él fue despedido en octubre de 2010, después de dos graves derrotas a Buriram PEA y Saraburi Osotspa. Bangkok Glass terminó en un decepcionante quinto en la TPL en 2010. El director actual es Supasin Leelarit y Surachai Jaturapattarapong fue renombrado como entrenador en jefe al final de la temporada 2011. Después de una decepcionante temporada Surachai dimitió de su cargo de nuevo octubre de 2012 y fue reemplazado por Phil Glass Stubbins. Bangkok terminó la temporada un octavo decepcionante en el TPL 2012.

## Palmarés

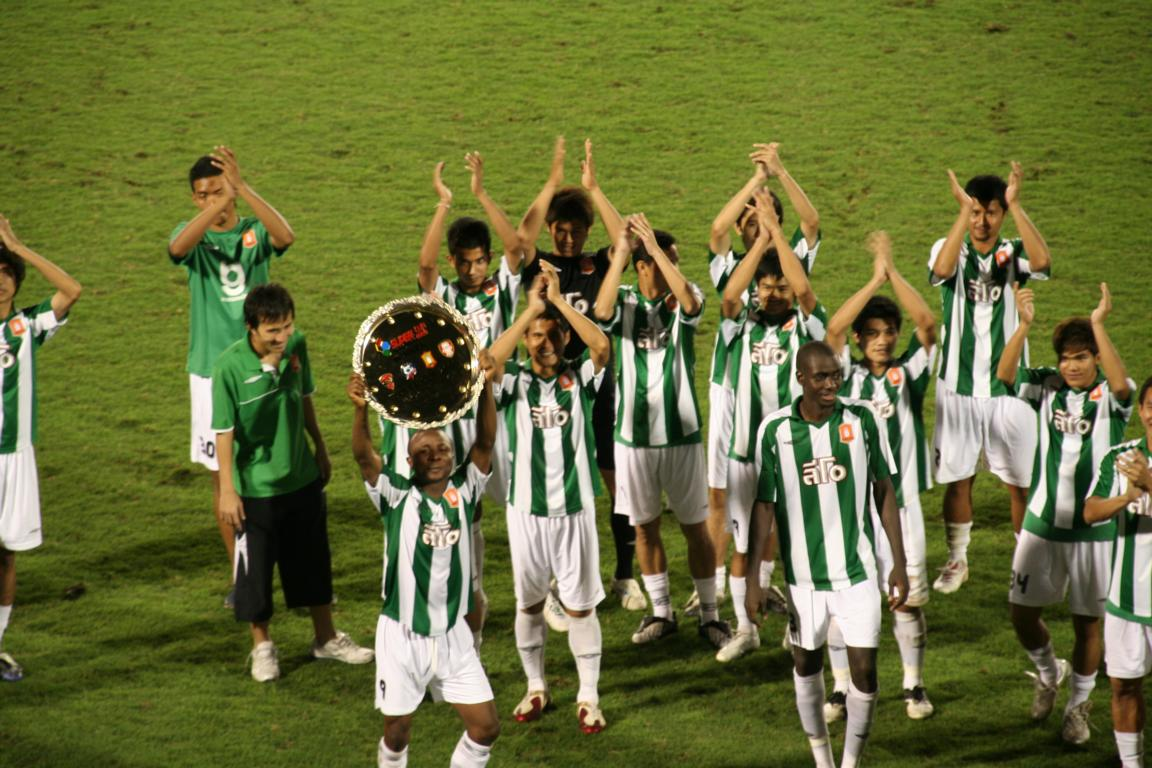
El Bangkok Glass Football Club tras ganar la Supercopa de 2009.

- Primera División de Tailandia (1): 2019
- Copa de Tailandia (1): 2014
- Copa de Singapur (1): 2010
- Supercopa de Tailandia: (1): 2009
- Queen's Cup (1): 2010
- Copa de Singapur (1): 2010

## Participación en competiciones de la AFC
| Temporada | Torneo               | Ronda             | Club                   | Casa            | Visita          | Global          |
| --------- | -------------------- | ----------------- | ---------------------- | --------------- | --------------- | --------------- |
| 2015      | AFC Champions League | Preliminar 2      | Johor Darul Ta'zim     | 3–0             | 3–0             | 3–0             |
| 2015      | AFC Champions League | Play-off          | Beijing Guoan          | 0–3             | 0–3             | 0–3             |
| 2021      | AFC Champions League | Grupo F           | Kaya–Iloilo            | 4–1             | 1–0             | 2° Lugar        |
| 2021      | AFC Champions League | Grupo F           | Ulsan Hyundai          | 0–2             | 0–2             | 2° Lugar        |
| 2021      | AFC Champions League | Grupo F           | Viettel                | 2–0             | 3–1             | 2° Lugar        |
| 2021      | AFC Champions League | Segunda Ronda     | Jeonbuk Hyundai Motors | 1–1 (aet 2–4 p) | 1–1 (aet 2–4 p) | 1–1 (aet 2–4 p) |
| 2022      | AFC Champions League | Grupo G           | Melbourne City         | 1–1             | 0–0             | 1° Lugar        |
| 2022      | AFC Champions League | Grupo G           | Jeonnam Dragons        | 0–0             | 2–0             | 1° Lugar        |
| 2022      | AFC Champions League | Grupo G           | United City            | 5–0             | 3–1             | 1° Lugar        |
| 2022      | AFC Champions League | Segunda Ronda     | Kitchee                | 4–0             | 4–0             | 4–0             |
| 2022      | AFC Champions League | Cuartos de final  | Urawa Red Diamonds     | 0–4             | 0–4             | 0–4             |
| 2023–24   | AFC Champions League | Ronda de play-off | Shanghai Port          | 3–2             | 3–2             | 3–2             |
| 2023–24   | AFC Champions League | Grupo I           | Ulsan Hyundai          | 1–3             | 1–3             | 4° Lugar        |
| 2023–24   | AFC Champions League | Grupo I           | Johor Darul Ta'zim     | 2–4             | 1–4             | 4° Lugar        |
| 2023–24   | AFC Champions League | Grupo I           | Kawasaki Frontale      | 2–4             | 2–4             | 4° Lugar        |

## Evolución del Uniforme

### Local
| 2015 | 2016 | 2017 | 2018 | 2019 | 2020-2021 | 2021–22 |

### Visita
| 2015 | 2016 | 2017 | 2018 | 2019 | 2020-2021 | 2021–22 |

## Clubes afiliados
- Bayer 04 Leverkusen
- Cerezo Osaka